# Episodi di Blue Jeans (prima stagione)
La prima stagione della serie televisiva Blue Jeans, composta da 6 episodi, è andata in onda negli Stati Uniti sul canale ABC dal 31 gennaio al 19 aprile 1988.
| n° | Titolo originale   | Titolo italiano | Prima TV USA    | Prima TV Italia |
| -- | ------------------ | --------------- | --------------- | --------------- |
| 1  | Pilot              |                 | 31 gennaio 1988 |                 |
| 2  | Swingers           |                 | 22 marzo 1988   |                 |
| 3  | My Father's Office |                 | 29 marzo 1988   |                 |
| 4  | Angel              |                 | 5 aprile 1988   |                 |
| 5  | The Phone Call     |                 | 12 aprile 1988  |                 |
| 6  | Dance With Me      |                 | 19 aprile 1988  |                 |